# Доброще
Доброще (на македонска литературна норма: Доброште; на албански: Dobroshti) е село в Северна Македония, в община Теарце.

## География
Селото е разположено в областта Долни Полог.

## История

### Етимология
Според академик Иван Дуриданов името е първоначално притежателно прилагателно със суфикс -je (среден род според село) *Dobrotje от личното име Доброта. От Доброта е и местното име Добротино в Тиквеш.

### В Османската империя
В османски данъчни регистри на немюсюлманското население от вилаета Калканделен от 1626-1627 година е отбелязано село Добреще с 89 джизие ханета (домакинства). Между 1896 и 1900 година селото преминава под върховенството на Българската екзархия.
В края на XIX век Доброще е смесено българо-албанско село в Тетовска каза на Османската империя. Андрей Стоянов, учителствал в Тетово от 1886 до 1894 година, пише за селото:
| „ | С. Доброще — има 61 арнаутски кѫщи и български. Въ околностьта на селото има развалини отъ стара църква, на която името било „Св. Никола“ (лѣтни), въ деня на когото едно време селенитѣ ходяли да празднуватъ и колятъ курбанъ върху развалинитѣ, но сега тѣ празднуватъ този день при църквата (св. Никола, лѣтни) на ближнето село Одри. | “ |

Според статистиката на Васил Кънчов („Македония. Етнография и статистика“) в 1900 година Доброще има 220 жители българи християни и 196 арнаути мохамедани.
Според патриаршеския митрополит Фирмилиан в 1902 година в селото има 18 сръбски патриаршистки къщи. По данни на секретаря на Българската екзархия Димитър Мишев („La Macédoine et sa Population Chrétienne“) в 1905 година всичките 192 християнски жители на Доброще са българи екзархисти.
При избухването на Балканската война в 1912 година един човек от Доброще е доброволец в Македоно-одринското опълчение.

### В Сърбия, Югославия и Северна Македония
Селото остава в Сърбия след Междусъюзническата война в 1913 година.
През 1922-1923 година в селото е открита поща, която функционира до 6 април 1941 година.
Според Афанасий Селишчев в 1929 година Доброще е център на община от пет села и има 205 къщи с 1201 жители българи.
Според преброяването от 2002 година Доброще има 3549 жители.
| Националност     | Всичко |
| северномакедонци | 345    |
| албанци          | 3160   |
| турци            | 2      |
| роми             | 0      |
| власи            | 0      |
| сърби            | 3      |
| бошняци          | 1      |
| други            | 38     |

## Личности
Родени в Доброще
- Хафъз Аземи, албански революционер и общественик

Починали в Доброще
- Томо Дингов Динговски (1862 - 1917), български екзархийски свещеник